# 許家蓓
許家蓓（1977年4月15日—2024年9月18日），台灣政治人物，民主進步黨籍，曾任臺北市議員（松山、信義區）。畢業於澳洲霍姆斯學院企業管理學系，曾任前立法委員高志鵬國會辦公室副主任、民主進步黨全國黨代表及台北市黨部執行委員。
2010年以新人之姿代表民主進步黨參選台北市第三選區（松山、信義區）市議員失利，2014年再度代表民進黨捲土重來，以第二高票當選，連任兩屆。2024年9月，因罹患子宫内膜癌逝世，享年47歲。

## 生平
許家蓓父親為民進黨創黨元老許富男，家中除父母外無其他兄弟姊妹，為家中獨女，另有非婚同父異母弟弟一名，童年於台北市松山區成長，國小就讀松山區民族國民小學。大學時許家蓓就讀澳洲霍姆斯學院企業管理學系，20歲即加入民主進步黨，學成後進入時任立法委員高志鵬國會辦公室任職，後來晉升至副主任一職，期間亦爭取擔任民進黨公職人員，曾為全國黨代表及台北市黨部執行委員。
2010年，許家蓓首次代表民主進步黨參選，以青年形象角逐松山、信義區台北市議員席次，最終以13,945票落選，距離當選門檻僅290票。2014年，許家蓓以2010年松山、信義區市議員選舉落選頭之姿二度挑戰議員寶座，最終以該選區第二高票當選。
2024年5月，許家蓓發現罹患子宫内膜癌轉移到骨骼後積極化療，但同年9月18日凌晨2時25分仍不敵病況而病逝。其議員生涯關注青年、動保、銀髮、婦幼等政策，親和、勤奮的形象及服務，在地方累積好風評。同年10月7日上午11時，在台北市懷愛館（原第二殯儀館）景行樓一樓舉行告別式，治喪委員會由前總統蔡英文擔任名譽主任委員，總統賴清德擔任榮譽主任委員，副總統蕭美琴擔任榮譽副主任委員，行政院院長卓榮泰擔任主任委員，民進黨秘書長林右昌、臺北市市長蔣萬安、臺北市議會議長戴錫欽與副議長葉林傳、前立法委員高志鵬與民主進步黨臺北市黨部前主委黃承國擔任副主任委員，現任民進黨籍臺北市第五選舉區立法委員吳沛憶擔任總幹事，臺北市議員王閔生擔任執行總幹事，簡舒培、顏若芳、陳慈慧、林延鳳與新北市議員山田摩衣、鄭宇恩擔任副總幹事。

## 選舉紀錄
| 年度 | 選舉屆數               | 選舉區           | 所屬政黨   | 得票數 | 得票率 | 當選標記 | 備註   |
| ---- | ---------------------- | ---------------- | ---------- | ------ | ------ | -------- | ------ |
| 2010 | 第十一屆臺北市議員選舉 | 臺北市第三選舉區 | 民主進步黨 | 13,945 | 5.98%  |          | [ 9 ]  |
| 2014 | 第十二屆臺北市議員選舉 | 臺北市第三選舉區 | 民主進步黨 | 21,444 | 8.91%  |          | [ 10 ] |
| 2018 | 第十三屆臺北市議員選舉 | 臺北市第三選舉區 | 民主進步黨 | 14,132 | 6.33%  | [ 11 ]   |        |
| 2022 | 第十四屆臺北市議員選舉 | 臺北市第三選舉區 | 民主進步黨 | 17,618 | 8.24%  | [ 12 ]   |        |

## 個人軼事

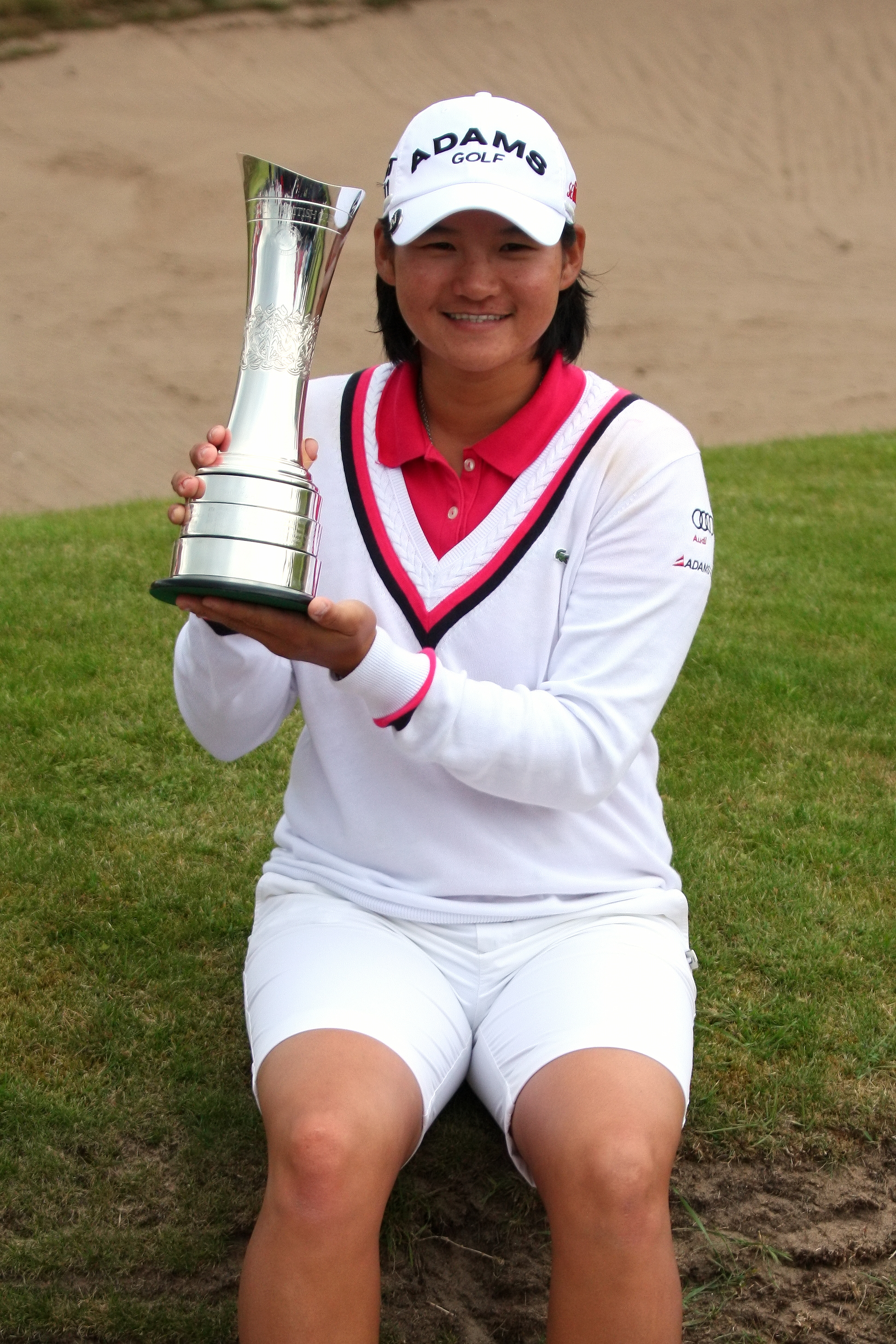
臺灣女子職業高爾夫選手曾雅妮

- 2014年中華民國地方公職人員選舉期間，時值許家蓓角逐松山、信義區台北市議員席次，被媒體指出外貌辨識度高，還與知名歌手曹格，以及國際職業高爾夫球選手曾雅妮撞臉[13]。當時許家蓓則笑稱自己在比較胖的時候，每天幾乎都有民眾說自己長得像曾雅妮，並對於自己與台灣之光長相神似感到非常榮幸[14]。

## 外部連結
- 許家蓓的Facebook專頁